# Заброды (Воронежская область)
Заброды — село в Калачеевском районе Воронежской области. Административный центр Заброденского сельского поселения.

## География
Расположено в 190 км к юго-востоку от Воронежа, примыкает к южным и западным окраинам Калача (отделено от него реками Толучеевка и Подгорная). На юге вблизи села находится посёлок Пригородный.
Через село проходят автодороги Павловск — Калач — Урюпинск, Богучар — Калач и железнодорожная ветка от Бутурлиновки к посёлку Пригородный.

## История
Образовано в 1998 году путем объединения слободы Калач и поселка первого отделения совхоза «Заброденский» в единый населённый пункт село Заброды.

## Население
| 2002  | 2010  | 2012  | 2013  | 2014  | 2015  | 2016  |
| ----- | ----- | ----- | ----- | ----- | ----- | ----- |
| 9038  | ↗9222 | ↗9270 | →9270 | ↗9289 | ↘9270 | ↘9234 |
| 2017  | 2018  | 2021  |       |       |       |       |
| ↘9172 | ↘9043 | ↘8626 |       |       |       |       |